# Första konciliet i Konstantinopel

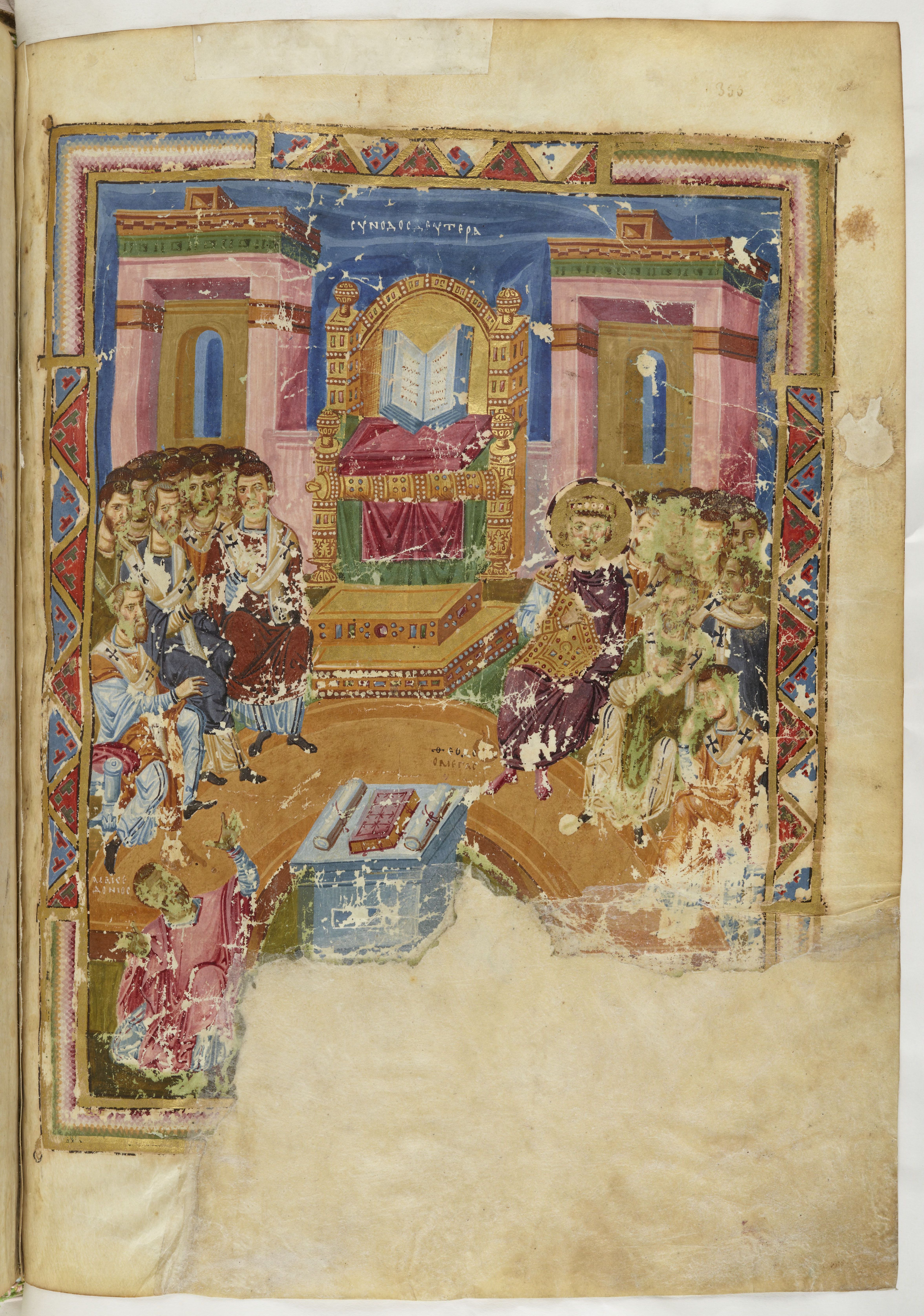
Illustration av det första konciliet i Konstantinopel som är från mellan åren 879 och 883.

Första konciliet i Konstantinopel var det andra ekumeniska kyrkomötet och ägde rum år 381. Kejsar Theodosius I sammankallade i syfte att kyrkorna skulle antaga nicaenska trosbekännelsen och för att ta itu med frågeställningar som uppstått med anledning av arianismen. Vid mötet närvarade 150 biskopar, dock ingen från den västliga kristendomen.